# Nessuno sa che io sono qui
Nessuno sa che io sono qui (Nadie sabe que estoy aquí) è un film del 2020 diretto da Gaspar Antillo.
La pellicola, con protagonista Jorge Garcia, è stata presentata e resa disponibile online al Tribeca Film Festival per la prima volta il 15 aprile 2020.

## Trama
Memo ha vissuto in una capanna in una remota fattoria di pecore nel sud del Cile per 15 anni e nasconde la sua bella voce al mondo esterno. Da bambino voleva diventare una pop star, ma qualcosa è andato storto.
Quando Marta lo sente cantare, lo registra e pubblica il video: la performance si diffonde rapidamente online.

## Produzione
Il film è stato commissionato da Netflix. Diretto da Gaspar Antillo, il suo primo lungometraggio da regista: in questo caso ha anche scritto la sceneggiatura insieme a Enrique Videla e Josefina Fernández. Le riprese si sono svolte a Santiago del Cile e Puerto Octay.
L'attore Jorge Garcia, noto dalla serie Lost, interpreta il ruolo principale di Memo. Il resto del cast include María Paz Grandjean, Luis Gnecco, Alejandro Goic, Gaston Pauls e Eduardo Paxeco.
Il film doveva celebrare la sua prima mondiale a metà aprile 2020 come parte del Tribeca Film Festival. Un mese prima dell'inizio del festival, è stato cancellato a causa della pandemia di COVID-19 e rinviato a una data sconosciuta. Tuttavia, il film dal 15 al 26 aprile 2020 (la finestra originale del festival), è stato reso disponibile online.

## Distribuzione
Il film è distribuito dal 24 giugno 2020 dalla piattaforma Netflix, mentre il trailer è stato distribuito il 16 giugno 2020 sulla pagina YouTube di Netflix.

## Riconoscimenti
- 2020 – Tribeca Film Festival
  - Nomina al concorso "World Narrative Competition"
  - Premio nella categoria Best New Narrative Filmmaker (Gaspar Antillo)[5][6][7]